# Just Boys
Just Boys è un cortometraggio muto del 1914 diretto da Lionel Barrymore. Prodotto dalla Biograph Company, il film venne distribuito dalla General Film Company e uscì in sala il 19 gennaio 1914.

## Produzione
Il film fu prodotto dalla Biograph Company.

## Distribuzione
Distribuito dalla General Film Company, il film - un cortometraggio di 113,7 metri - uscì nelle sale cinematografiche statunitensi il 19 gennaio 1914. Nelle proiezioni, veniva programmato con il sistema dello split reel, accorpato in un'unica bobina con un altro cortometraggio prodotto dalla Biograph, la commedia Reggie the Daredevil.
Non si conoscono copie ancora esistenti della pellicola che viene considerata presumibilmente perduta.